# 濱海省 (1919-1939)
濱海省 （Województwo pomorskie）是波蘭第二共和國時期的一個省，位於該國西北部，是該國唯一有海岸線的省份。原來是普魯士的西普魯士。1938年時面積25,683平方公里，1931年人口1,884,400 人。首府托倫。
1939年時下分28縣、64市鎮、234村。納粹德國侵佔後改為但澤-西普魯士省。